# Južni lolo jezici
Južno lolo jezici, jedna od dviju glavnih skupina loloskih jezika iz Tajlanda, Burme, Laosa, Vijetnama i Kine. Dijeli se na dvije uže skupine, a) akha s pet jezika i phunoi s četiri jezika, i posebnog jezika ugong [ugo] koji se govori u Tajlandu. Po najnovijoj klasifikaciji predstavnici su:
a) Akha (5).
a1. Hani (3):
a. Bi-Ka (1): enu [enu], Kina.
Sansu [sca], Burma. U očekivanju da se identifikator povuće iz upotrebe, uz napomenu da je identičan s hlersu [hle].
Sila [slt] Laos
Mahei [mja], Kina. identifikator povučen iz upotrebe; nema dokaza o njegovom postojanju.
Phana’ [phq] (Laos)
b) Phunoi (4): côông [cnc], mpi [mpz], phunoi [pho], pyen [pyy].
Ugong [ugo]
Ranije su u nju klasificirana još dva jezika koji se sada vode pod centralnongwijske jezike, to su:
Buyuan Jinuo [jiy],
Youle Jinuo [jiu],

## Vanjske poveznice
- Ethnologue (14th)
- Ethnologue (15th)